# Миколаївський Мукачівський жіночий монастир
Миколаївський Мукачівський жіночий монастир — православний монастир на Чернечій горі в Мукачеві на Закарпатті. Перебуває під керівництвом Мукачівської і Ужгородської єпархії УПЦ (МП). Миколаївська церква і келії є пам'яткою архітектури національного значення (№ 171).

## Історія

### Заснування

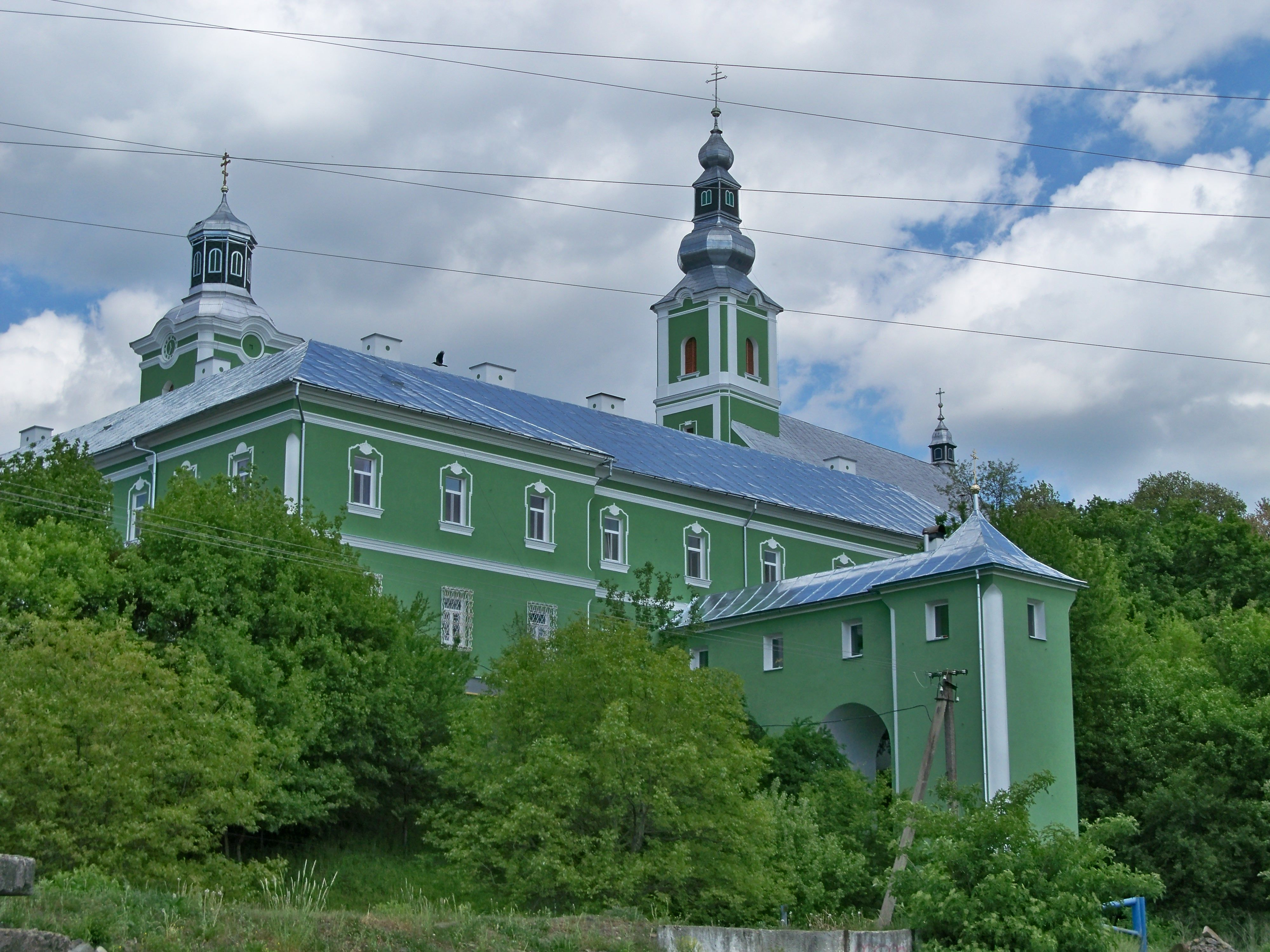
Миколаївський монастир

Час заснування монастиря невідомо. Згідно усного переказу і передмови до Мукачівської хроніки, монастир був заснований в XI столітті. Згідно іншого старовинного передання Мукачівський Святомиколаївський монастир був заснований ще до 1242 року, а ченці-василіяни, що жили за правилами св. Василія тут поселились ще за княжих часів це підтверджує той факт, що після татарського лихоліття, Закарпаття а з ним і Мукачівська обитель була повністю зруйнована. Документальні свідчення про існування монастиря відносяться до XIV століття.
Як свідчить Мукачівський літопис, князь Федір Корятович прибув з Поділля в Угорську Русь влітку 1339 на службу до угорського короля Кароля I, який віддав йому у володіння Мукачівську домінію. На Чернечій горі на березі річки Латориця князь Федір Корятович збудував дерев'яну церкву та невеликий корпус для ченців і дав монастирю 8 березня 1360 грамоту, в якій закріпив за монастирем два села — Лавки та Бобовище разом з усіма повинностями, а також десяту частину виноградника з гір Іван і Лемчовка і деякі повинності з села Оросвийґ і Мукачівського замку (проте, на думку слов'янознавців А. Л. Петрова, ця грамота — фальсифікат, хоча і дуже старовинний).
Першим ігуменом, який згадується в історичних документах, був Лука. З 1491 монастир став резиденцією закарпатських православних владик, які об'єднали всі Закарпатті в Мукачівській єпархії.
Василіянин о. А. Кралицький навів легенду, згідно якої відновив монастир подільський князь Федір Корятович, як винагороду за чудесне врятування від змія, через заступництво св. Миколая Чудотворця. Шукаючи місце на нову обитель князь побачив ангела, який і вказав на місце майбутньої святині. Першим ігуменом Мукачівського монастиря був Лука, а його період вважається епохою розвитку святині. Першим мукачівським єпископом став владика Йоан. Саме від мукачівського монастиря і отримала свою назву Мукачівська єпархія. При монастирі монахи перекладали богослужбові книги. Також була заснована школа подібна до Острозької

### Руйнація
Однак недовго обитель розвивалася. Під час війни між австрійськими Габсбургами та трансільванськими князями в 1537 році Мукачівський монастир був знову зруйнований, тоді й загинула велика частина монастирських документів та архівів. Відновлення монастиря проходило в 1538—1550 роки за єпископа Василя I і за допомогою австрійського імператорора Фердинанда I.
У 1657 р. монастир втретє було зруйновано, польським гетьманом Любомирським. З другої половини XVIII ст. почалося будівництво сьогоднішнього монастирського комплексу. Саме в цей час Дмитро Рац — покровитель василіян, користуючись авторитетом у Відні домігся перенесення осідку єпископа з Чернечої гори до Ужгороду.
Монастир був резиденцією православного єпископа, в ньому велася хронологія, переписувалися богослужебні і повчальні книги. Монастирська школа відіграла важливу роль у культурно-релігійному житті Закарпаття.

### З'єднання (унія)

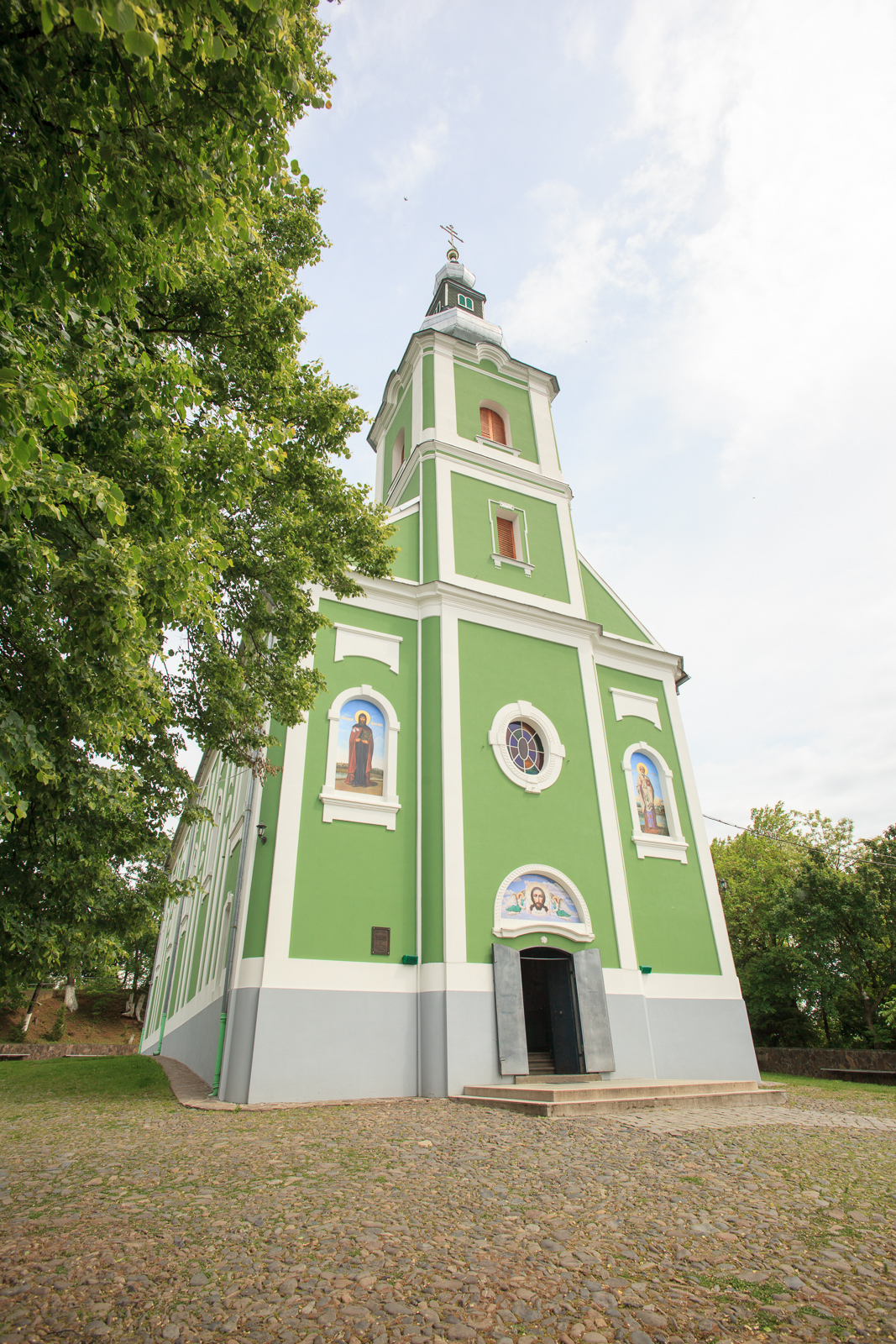
Свято-Миколаївський храм, 1798—1804

У 1646 році на Закарпатті, незважаючи на певний опір духовенства і мирян, з метою збереження православних традицій від проникнення в єпархію реформації, була прийнята унія з Римською церквою. Це рішення було прийнято в Ужгородському замку, де зібралися 63 священики, при тому, що духовенство Мукачівської єпархії налічувало 600 чоловік.
У період прийняття унії православним єпископом був Іоаникій Зейкан (†1684), який кілька разів виганяв разом із ченцями з Мукачівського монастиря прихильників унії. За часів єпископа Іоаникія, в 1661 році в Мукачівському монастирі був побудований перший кам'яний храм, кам'яна ротонда (архітектор С. Пьяменс) на кошти молдавського воєводи Костянтина Басараба. У 1664 році трансильванська княгиня, католичка Софія Баторі остаточно вигнала єпископа Іоаникія і передала монастир греко-католицького єпископа Петру (Парфенію). Єпископ Іоаникій оселився в Імстичево, де побудував новий монастир.
З того 1664 і до 1946 року монастир перебував у віданні греко-католицького чернечого ордену василіан. Справжній кам'яний монастир побудований в 1766—1772 роках (архітектор Дмитро Рац), а велична Свято-Миколаївська церква в 1798—1804. У 1862 році в монастирі сталася велика пожежа, наслідки якого усунули до 1865 року. У 1920-х роках роботу монастиря реорганізували ченці-василіани з Галичини. При монастирі зберігалися цінна бібліотека (понад 6 000 рідкісних книг і рукописів) і архів.
У XVIII ст. з мукачівської духовної школи вийшло десятки монахів просвітителів Закарпаття. Серед них історики Йоанікій Базилович, ЧСВВ та Анатолій Кралицький, ЧСВВ, філолог Арсеній Коцак, ЧСВВ, У 1733 р. Мукачівський монастир стає також осідком протоігумена провінції св. Миколая оо. Василіян на Срібній Землі. Першим протоігуменом став Гедеон Пазин, ЧСВВ
У 20-их рр. ХХ ст. Мукачівський монастир став центром оновлення монашого життя оо. Василіяни на Закарпатті. З Мукачівського новіціяту вийшли такі відомі василіяни як нині блаженний Павло Гойдич — єпископ Пряшівський, Йосиф Мартинець — перший єпископ греко-католиків Бразилії, Микола Дудаш, єпископ в Угорщині, Павло Миськів — довголітній протоархимандрит ЧСВВ, о. Севастіян Сабол, ЧСВВ (псевдонім Зореслав), відомий письменник, член НТШ, о. Йосиф Завадяк, ЧСВВ, останній ігумен Боронявського монастиря, який загинув мученицькою смертю у 1958 р.

## Монастир за часів СРСР
У 1946—1947 роках, після окупації Закарпаття радянськими військами, монастир було передано православній церкві московського патріархату, він став жіночою обителлю. У нього перевели частину сестер з монастиря Різдва Пресвятої Богородиці в с. Липча. Монастирську бібліотеку та архів передали в університетську державну бібліотеку в Ужгороді та в обласний архів Закарпаття.
Першою настоятелькою стала ігуменія Параскєва (Прокоп, померла в 1967), в схимі Ніна. При закритті в 1961 році монастиря в с. Липча його сестри переселилися в Мукачево. Близько п'ятдесяти років духівником Мукачівського монастиря був архімандрит Василій (Пронін). У 2000-х роках в монастирі проживає близько 80 черниць. Управляє монастирем ігуменя Епістімія (Щербан), духівник монастиря з 1997 року — Феодор (Мамасуев) (з 2007 року — єпископ Мукачівський і Ужгородський московського патріархату).

## Ікони

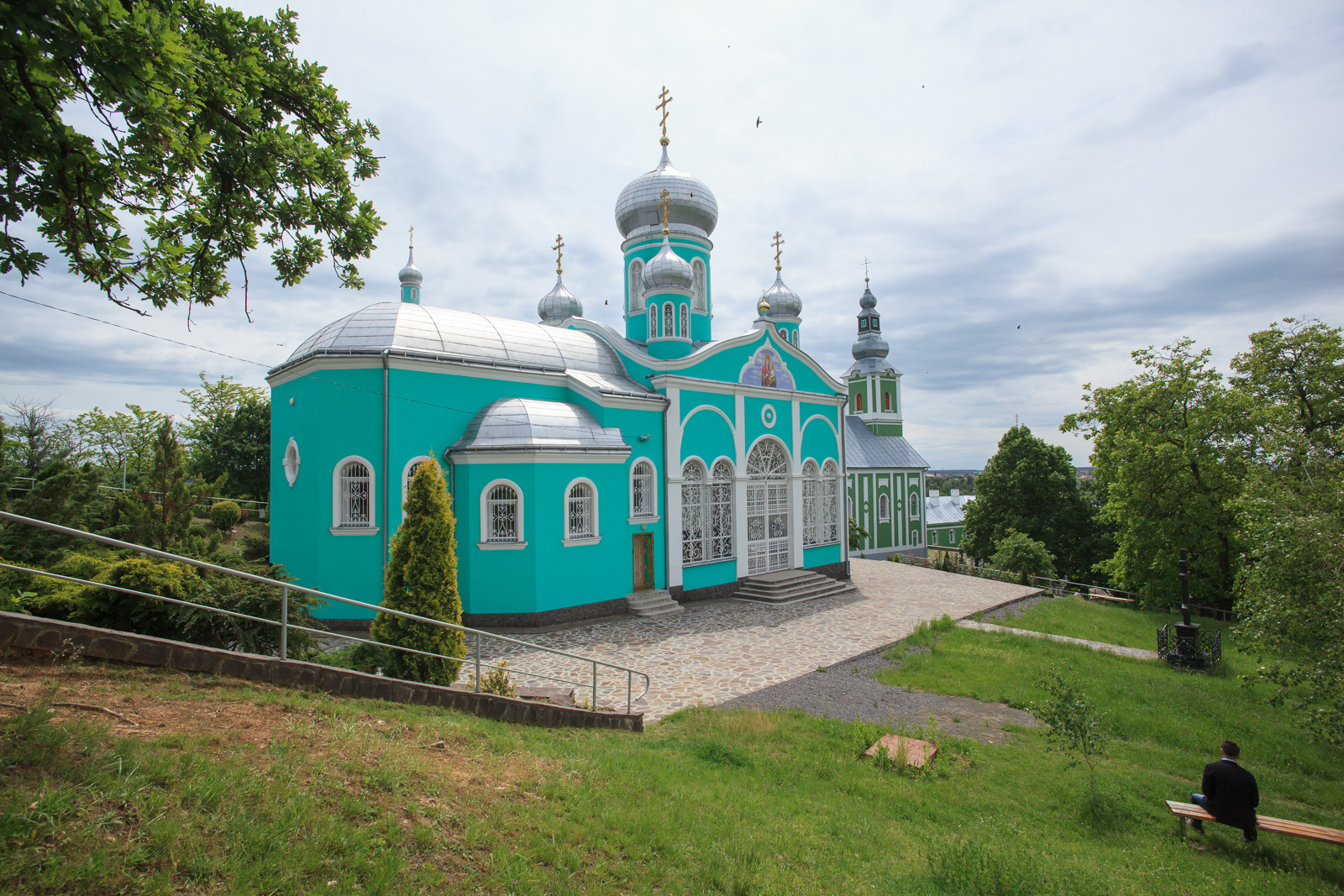
Церква Успіня Пресвятої [https://ua.igotoworld.com/ua/poi_object/66134_saint-nicholas-monastery-mukacheve.htm Богородиці

У монастирі зберігаються ікона Божої Матері, Скоропослушниця, Іверська ікона Божої Матері, привезена з гори Афон, і рака з частиною мощей преподобного Мойсея Угрина, а також є безліч частинок мощей інших угодників Божих.
У 1926 р. на прохання оо. Василіян Святіший Отець Пій XI дарує мукачівському монастирю старовинну чудотворну ікону Богородиці, як запоруку відновлення марійського культу та побожності серед вірних. Ікона датується 1453 р. Так на всі богородичні свята при монастирі відбувалися багатотисячні відпусти з найбільшим Успенським.
Однак 24 березня 1947 р. Мукачівський василіянський монастир було ліквідовано, а всіх 33-ох монахів — василіян було перевезено до Імстичівського монастиря. Замість василіян монастир заселили православними монахинями РПЦ. 1936 р. ігумен Мукачівського монастиря о. Полікарп Булик, ЧСВВ та магістер новіціяту о. Гліб Кінах, ЧСВВ замовляють копію ікони, яку у 1947 р. поставили на місце оригіналу, а оригінал на зберігання передали родині бр. Юліана Миговича, ЧСВВ.